# Kusaiespreeuw
De Kusaiespreeuw (Aplonis corvina) is een uitgestorven zangvogel uit de familie Sturnidae (spreeuwachtigen).

## Verspreiding en leefgebied
Deze soort was endemisch op Kosrae, een eiland van de Oceanische eilandengroep Carolinen.